# Pedagogikens filosofi
Pedagogikens filosofi är den filosofiska grunden till pedagogikens teori och praktik; pedagogiska teorier kan kopplas till motsvarande filosofiska ståndpunkt. Sambandet mellan pedagogik och filosofi kan förklaras historiskt genom att pedagogiken uppstod ur filosofin. Värdeteori, kunskapsteori, vetenskapsfilosofi, medvetandefilosofi, metafysik, människosyn, bildningsideal och bildningsteori, samt politisk filosofi är discipliner som pedagogikens filosofi hämtar näring ur.

## Påverkan från andra filosofiska riktningar
Eftersom pedagogiken syftar till att förändra människor med utbildning, är värdeteoretiska frågeställningar centrala: vilka normer och ideal skall eleven lära sig, och vad skall de lära sig vara gott och ont? På en metaetisk nivå är frågor om det godas och absolutas existens i fokus: finns en objektivt sann värdegrund? Frågor om vilket värdesystem som skall läras ut är ofta aktuella i pedagogiken, och huruvida människor självständigt kan utveckla normer. Värdeetiska teorier kan vara individualistiska, religiösa eller sociala. John Dewey företrädde sociala värden och uppställde en socialt inriktad pedagogik. Värdeteorier som pedagogiken bygger på kan vara ytterligheter som relativism och absolutism, etisk naturalism, etisk realism. Pedagogen kan förhålla sig etiken som utifrån motivteorier, pliktteorier, eller konsekvensteorier, eller utifrån deterministiska eller indeterministiska perspektiv. Dessa frågor studeras särskilt inom värdepedagogiken.
På en kunskapsteoretisk nivå måste pedagogiken besluta sig för huruvida världen skall förklaras religiöst eller materiellt, och förhålla sig till vad kunskap är. För att bestämma vad som skall läras ut som fakta, måste man utgå från premisser om kunskapens ursprung, giltighet och gränser. En dogmatiker anser att kunskapen är absolut, medan en skeptiker anser att det inte finns någon säker kunskap. Rationalismen hävdar att förnuftet är kunskapens källa, medan empirismen menar att erfarenheterna ligger till grund. Valet av förklaringsmetod leder till vetenskapsfilosofin, eftersom en vetenskap inte kan tillämpas utan att dess filosofiska grundval accepteras. Eftersom även pedagogiken är en vetenskap, är också centrala vetenskapfilosofiska spörsmål centrala för pedagogiken.
Sådana frågeställningar hämtas även från medvetandefilosofin och från teorier om den fria viljan. Människosynen som pedagogiken har, den filosofiska antropologin, är inflätad i många praktiska spörsmål, och är beroende av en filosofisk teori, eftersom den inte kan avgöras med vetenskaplig forskning, till skillnad från frågor om vilken undervisningsmetod som är effektivast.
Från ett socialpedagogiskt håll, avgörs pedagogiken av vilken samhällsteori som anammas, vilket i sin tur beror av den politiska filosofin. Om utbildning skall tjäna och förbättra samhället, måste man utgå från ett samhällsideal. Om utbildningen syftar till att hjälpa individen att klara sig i samhället, utgår man från en uppfattning om samhället. Samhällsidealet förhåller sig till den religiösa ståndpunkten, men i religiösa pedagogiska teorier ställs också frågan vilken doktrin som är den rätta att lära ut.
Pedagogiken kan huvudsakligen vara människocentrerad (individualpedagogik) eller samhällsorienterad (socialpedagogik), även om pedagogiska teorier i realiteten har drag av båda inriktningarna. Valet mellan dessa inriktningar ligger i bildningsideal - vilken roll människan har i samhället vilket bildningen skall verka för att skapa de bästa förutsättningar för. Bildningsteorin sysslar med frågan om hur pedagogiken skall ingripa i detta.
Pedagogikens metoder, didaktiken, avgörs i stor utsträckning av gällande vetenskapsfilosofi, vid sidan av påverkan från andra fack (pedagogiska psykologin, sociologin). 
Ett normativt krav på en pedagogik är att det skall finnas sammanhang mellan dessa filosofiska inriktningar.

## Inflytelserika pedagogiska filosofier
Platon var en av de första att formulera en hel och fullständig pedagogisk teori. Hans pedagogik utgick från att kunskapen och moralen är absolut och objektiv, för alla giltig. Han formulerade därför sin syn på det ideala samhället och den goda människan. Människans natur, menade Platon, består av intellekt, vilja och begär, vilket motsvarar dygderna vishet, mod och besinning. Den goda människan låter intellektet råda över begäret. Dessa tretal motsvarade i staten tre samhällsklasser: de styrande, väktarna och näringsidkarna. Det goda samhället betingades, enligt Platon, av harmoni mellan dessa tre samhällsklasser, vilket han menade uppnåddes när de styrande var överställda näringsidkarna. Platons pedagogik tog fasta på dessa ideal och förutsättningar, och uppställde ett utbildningssystem som strävade efter att välja ut de bäst lämpade att styra, och inriktade utbildningen efter vilken klass personerna skulle tillhöra. Platons utbildningsteori var mycket länge den gällande.
Den socialpedagogiska inriktningen utvecklades under upplysningstiden till den pedagogiska realismen med John Locke och Some thoughts concerning education (1693), i samband med att rationalismen övergick i empirism. Denna pedagogik lyfte fram praktiska erfarenheter framför inre mentala utbildningar. Utbildningen blev under inflytande av detta mer praktiskt inriktad. De abstrakta bildningsidealen avtog.
Inom individualpedagogiken uppkom den fria utvecklingens pedagogik, med bland andra Rousseau och dennes Émile (1762). Denna pedagogik tog sin utgångspunkt i barnet och dess förutsättningar. Verket förändrade också inställningen till barndomen, som fick ett egenvärde; tidigare hade barndomen uteslutande betraktats som ett stadium mot vuxenlivet. I samband med detta minskade ren inlärning, och personlighetens danande sattes före. Som motpol till det rousseauska idealet fanns alltjämt den auktoritära pedagogiken, som använder sig av disciplin, straff och absoluta sanningar.
1900-talets pedagogiska teorier i västerlandet kan sägas kännetecknas av en strid mellan olika skolor: den analytiska filosofin, marxism, nythomism, existentialism, hermeneutik, och den kritiska filosofin. Den analytiska pedagogiken, som i sig innefattar flera motstridiga skolor, har fått störst genomslag i England, USA och Skandinavien, och bygger på en antimetafysisk grund, där utbildningen skall tjäna till att anpassa människan till samhället, och är ofta influerad av Pestalozzi och Rousseau, samt av John Deweys pedagogik. Den analytiska pedagogiken kan historiskt härledas från empirismen och positivismen, varmed skolan generellt präglas av en strävan efter att finna normativa, på vetenskapen grundade, kunskapsanspråk och sanningar till hur utbildning bör bedrivas. Den tar avstånd från ideologiskt betingade pedagogiska teorier för att göra anspråk på vetenskaplig förankring, varmed den i praktiken omfattar en naturvetenskapligt grundad människosyn. Den innefattar inte explicita fostransmål, vilket överlämnas till politiskt beslutsfattande. Tidiga filosofer som företrädde den analytiska riktningen var Gilbert Ryle, G.E. Moore, och B.F. Skinner.
Existentialistisk pedagogik, som kan förknippas med både Søren Kierkegaard, Martin Heidegger, Karl Jaspers och Sartre, har haft störst utbredning i Tyskland och Frankrike. Den kännetecknas av en fri människosyn och den etiska värdegrunden att en handling är rätt om den skapar maximal frihet. Utbildningen syftar därför till att lära människor att ta ansvar för sina liv, vilket, anser förespråkare, skapar en fri värld. Undervisningen strävar efter omväxling för att förhindra social anpassning, och undviker lärarlösa grupparbeten som kan leda till likformighet och till att en dominerar.
I katolska skolor, som är vanliga i många delar av världen, tillämpas nythomistisk pedagogik, som bygger på Thomas av Aquinos filosofi och har utvecklats av Jacques Maritain. Den präglas av att med förnuftet finna den djupare insikten om Guds närvaro i världen, vilket integreras i all undervisning. Enligt thomismen är människan fri och ansvarig för sina handlingar, varmed utbildning delvis syftar till personlighetsutveckling, vid sidan av kunskapsinhämtning.
I socialistiska stater tillämpas ofta den marxistiska pedagogiken. Den består av fyra strukturella moment: ett kritiskt som syftar att förklara kapitalistiska klassamhällen, ett revolutionärt som strävar efter att utbilda revolutionär medvetenhet, ett socialistiskt som söker bidra till att fostra en socialistisk människa, och ett kommunistiskt som lär ut kunskaper som är erforderliga i det klasslösa kommunistiska samhället. Enligt marxismen reproduceras statens fortlevnad genom utbildning. Gränserna mellan teori och praktik försöker pedagogiken utplåna, integrera kollektivism i undervisning, och utbildningen är inriktad på att motverka klassbaserad elitism i samhället. Individens utveckling underordnas samhällsutvecklingen.
De hermeneutiska och kritiska pedagogikerna är starkt besläktade med varandra, och med andra pedagogiska teorier. Den hermeneutiska pedagogiken syftar till att tolka världen, och är begreppsinriktad. Tolkning i undervisningsperspektiv förstås som att förklara eller att "översätta", samt att "avmytologisera" världen, genom att, med hermeneutiskt språkbruk, föra samman två förståelsehorisonter, elevens och förståelseobjektets. Detta uppnås genom kontextuella förklaringar. I synnerhet Gadamer har förespråkat "frågandets öppenhet" i utbildning. Primär för utbildningen står insikten att veta vad man inte vet.
Den kritiska pedagogiken har gemensamt hegelianskt ursprung med marxismen. Den kritiserar atomistiska, mekaniska och teknologiskt baserade ämnesindelningar, den analytiska pedagogikens positivistiska ursprung och anspråk på neutralitet, samt strävar efter att medvetandegöra om ideologiska processer som de menar genomsyrar utbildningssystem och enskilda utbildningar, samt efter tvärvetenskap. Kritisk och hermeneutisk pedagogik sammanbinds av att de fokuserar förståelse, tolkning och upplevelse framför mekanisk inlärning. Båda vänder sig från att lärarens och utbildningens roll "teknologifieras", och förespråkar dialogmetoder.
Vilken pedagogik ett utbildningssystem omfattar, åligger inte helt och hållet de enskilda lärarna. En lärare faller tillbaka på vad den lärt under lärarutbildningen, samt vad som står i de politiska ramverken. En del av den pedagogiska filosofi som tillämpas beslutas politiskt genom lagar och förordningar.